# ناوكي سوما
ناوكي سوما، من مواليد 19 يونيو 1971 في شيزوكا في اليابان، وهو لاعب كرة قدم ياباني سابق.
بدأ سوما مسيرته الكروية مع نادي كاشيما أنتلرز في عام 1994، ولعب معهم حتى عام 2001، وفي عام 2002 انتقل إلى نادي طوكيو فيردي، وفي عام 2003 لعب مع نادي كاشيما أنتلرز، وانتقل إلى نادي كاواساكي فرونتيل في عام 2004، واعتزل كرة القدم معهم في عام 2005.
و قد لعب سوما مع منتخب اليابان لكرة القدم منذ عام 1995 وحتى عام 1999، وقد شارك في كأس العالم لكرة القدم 1998، وقد شارك في 59 مباراة دولية وسجل 4 أهداف.

## روابط خارجية
- ناوكي سوما على موقع الاتحاد الدولي (مؤرشف)  (الإنجليزية)
- ناوكي سوما على موقع رابطة كرة القدم اليابانية للمحترفين (اليابانية)
- ناوكي سوما على موقع قاعدة بيانات كرة القدم.إي يو (الإنجليزية)
- ناوكي سوما على موقع ناشيونال فوتبول تيمز (الإنجليزية)
- ناوكي سوما على موقع Soccerway.com (الإنجليزية)
- ناوكي سوما على موقع عالم كرة القدم.نت (الإنجليزية)